# ダウン・バイ・ロー
『ダウン・バイ・ロー』（Down by Law）は、1986年公開の自主映画。原題の意味は刑務所のスラングで「親しい兄弟のような間柄」。監督・脚本はジム・ジャームッシュ。画面は白黒。

## 概要
既に幾つかの映画で端役として出演していたシンガーソングライター、トム・ウェイツの初主演映画。また、ウェイツは自分の楽曲「ジョッキー・フル・オブ・バーボン」「タンゴ」も本作に提供。本作以後もウェイツとジャームッシュの関係は続く。なお、ジャームッシュは、ウェイツ作・主演のミュージカル作品『フランクス・ワイルド・イヤーズ』（1986年初演）の映画化も計画したが、経済的問題から実現しなかった。
1986年5月に第39回カンヌ国際映画祭のコンペティション部門で先行上映された。日本公開は11月で、字幕は戸田奈津子が担当。
インディペンデント・スピリット賞で4部門にノミネートされた。

## ストーリー
ニューオーリンズで暮らす落ち目のDJザックは、ある男から車を預かるが、それが原因となり無実の罪で逮捕される。刑務所の同じ房にいるジャックというチンピラとは、全くウマが合わない。しかし後から収監された陽気でやかましいイタリア人、ロベルトが脱獄を提案。ザック、ジャック、ロベルトの3人は脱走にあっさり成功するが、道に迷ってしまい、延々と続く沼地を放浪するはめになる。やがて、一行は道沿いに立つカフェに行きあたり、ロベルトは女主人のニコレッタと意気投合するが…。

## キャスト
- ザック - トム・ウェイツ
- ジャック - ジョン・ルーリー
- ロベルト - ロベルト・ベニーニ
- ニコレッタ - ニコレッタ・ブラスキ
- ロレッタ - エレン・バーキン
- ボビー - ビリー・ニール
- ギグ - ロケッツ・レッドグレア